# روسیو مورا
روسیو مورا (انگلیسی: Rocío Mora؛ زادهٔ ۲۵ دسامبر ۱۹۸۹) بازیکن فوتبال اهل اکوادور است.
وی همچنین در تیم ملی فوتبال Ecuador بازی کرده‌است.